# 1848
Évszázadok: 18. század – 19. század – 20. század
Évtizedek: 1790-es évek – 1800-as évek – 1810-es évek – 1820-as évek – 1830-as évek – 1840-es évek – 1850-es évek – 1860-as évek – 1870-es évek – 1880-as évek – 1890-es évek
Évek: 1843 – 1844 – 1845 – 1846 –  1847 – 1848 – 1849 – 1850 – 1851 – 1852 – 1853

## Események

### Január
- január 12. – A szicíliai Palermóban forradalom tört ki.[1]

### Február
- február 2. – Az Amerikai Egyesült Államok és Mexikó között Guadalupe Hidalgo városában megkötött szerződés lezárja az 1846 óta tartó mexikói háborút.[2]
- február 20. – Londonban megjelenik Karl Marx és Friedrich Engels Kommunista kiáltvány című röpirata.
- február 22. – Kitör az 1848. februári forradalom Franciaországban.[3]
- február 24. – I. Lajos Fülöp francia király lemond trónjáról.[3]
- február 25. – Franciaországban kikiáltják a köztársaságot.[4]
- február 27. – Kitör a forradalom a Badeni Nagyhercegségben.[3]

### Március
- március 13. – Bécsben kitör a forradalom.[5]
- március 14. – Zavargások törnek ki Berlinben.[6]
- március 15. – Pesten kitör a forradalom.[7]
- március 17. – V. Ferdinánd király kinevezi Batthyány Lajost miniszterelnökké.[5]
- március 18.
  - Berlinben a tüntetők barikádokat emelnek. Az osztrák 47. (Kinsky) sorgyalogezred katonái szuronnyal és sortűzzel támadnak a Szent Márk téren tüntető, kiabálással és kőzáporral provokáló velencei tömegre, melynek során nyolcan meghaltak és kilencen megsebesültek.[8]
  - IV. Frigyes Vilmos porosz király eltörli a cenzúrát.[6]
- március 18–22. – Milánóban a felkelők kiűzik az osztrák helyőrséget.[9]
- március 22. – Velencében a polgárőrség elfoglalja az Arsenalét és az osztrák kormányzó palotáját.[9] Zichy Ferdinánd altábornagy, katonai városparancsnoka feladja a várost, kivonja a teljes nem olasz haderőt, a hadianyag hátrahagyásával. (Állomáshelye harc nélküli feladásáért haditörvényszék elé állították. A kiszabott halálos ítéletet az uralkodó tízévi várfogságra módosította, 18 hónapnyi büntetés letöltése után pedig császári kegyelemmel szabadult.)[8]
- március 23.
  - V. Ferdinánd horvát bánná nevezi ki Josip Jelačić bárót, az 1. báni határőrezred parancsnokát.[10]
  - Az országgyűlés alsótábláján Batthyány Lajos miniszterelnök kihirdeti a kormány névsorát.[11]
- március 25. – A zágrábi nemzetgyűlés nemzeti önállóságot és a horvát szábornak felelős kormányt követel.[12]

### Április
- április 7. – V. Ferdinánd magyar király kinevezi az első felelős magyar kormányt.[7]
- április 11. – V. Ferdinánd király aláírja az áprilisi törvényeket.[7]
- április 20. – Batthyány Lajos miniszterelnök az Országos Nemzetőrségi Haditanács elnökévé nevezi ki Ottinger Ferenc vezérőrnagyot. (Megbízatását május 15-én vonta vissza.)[10]

### Május
- május 3. – A Német Szövetség csapatai átlépték a dán határt és behatoltak Jütlandba.[13]
- május 7. – Az uralkodó a magyarországi, a bánsági, a horvátországi és a szlavóniai-szerémségi főhadparancsnokságokat a Batthyány-kormány alá rendeli.[10]
- május 16. – Megjelenik báró Baldacci Manó ezredesnek, a haditanács elnökének – Batthyány Lajos által ellenjegyzett – kiáltványa, amely a fenyegető veszélyre hivatkozva bejelenti a toborzás megkezdését Magyarországon.
- május 18. – A német nemzetgyűlés megtartja alakuló ülését Frankfurtban.[14]
- május 19. – Az amerikai-mexikói háború vége: Mexikó ratifikálja a Guadalupe Hidalgo-i szerződést.
- május 20. – A Magyar Királyságban kezdetét veszi a toborzás.
- május 30. – Az erdélyi országgyűlés kimondja Erdély unióját Magyarországgal.[7]

### Június
- június 5. – Zágrábban megnyílik a horvát tartományi gyűlés (Szábor).[7]
- június 10. – V. Ferdinánd szentesíti az erdélyi uniót és felfüggeszti Jelačićot báni hivatalából.[15]
- június 13. – Ottinger Ferenc vezérőrnagyot nevezik ki a dunántúli hadsereg – és egyben a Dráva-vonal – parancsnokának.[10]
- június 23. – Munkásfelkelés Franciaországban (június 26-ra leverik).
- június 28. – A német nemzetgyűlés határozatot hoz egy ideiglenes központi hatalom létrehozásáról.[14]
- június 28. – A német nemzetgyűlés kormányzóvá választja János osztrák főherceget.[14]

### Július
- július 1. – Megindulnak a Kossuth Hírlapja (szerkesztő: Bajza József) és a Népelem (szerkesztő: Madarász László és Madarász József) című napilapok.
- július 3. – Than Mór elkészíti az első magyar bélyeg tervezetét.
- július 4. – A minisztertanács javasolja az országgyűlésnek, hogy adjon segítséget a királynak az itáliai háború befejezéséhez, ha Magyarországon helyreáll a rend.
- július 5. – István nádor összehívja Pestre az első népképviseleti országgyűlést.
- július 8. – Anton Doblhof-Dier báró lesz az osztrák miniszterelnök.
- július 10. – Szicíliai felkelők felajánlják a koronát Károly Albert szárd–piemonti király második fiának, Ferdinánd Mária Albert Amadé genovai hercegnek.
- július 11. – A képviselőház megszavazza a kormány által kért 200 ezer újoncot és 42 millió forint hitelt.
- július 14. – A magyar honvédség sikertelenül ostromolja a szerb felkelő kezén lévő Szenttamást.
- július 16. – Megalakul a Madarász László vezette Egyenlőségi Társulat, ami a nemesi radikálisokat és a márciusi ifjakat tömöríti.
- július 18. – Johann Philipp von Wessenberg-Ampringen báró lesz az osztrák miniszterelnök és külügyminiszter.
- július 19. – Kétnapos, a nők jogaival foglalkozó gyűlés kezdődik a New York államban található Seneca Fallsban.
- július 22. – A képviselőház megszavazza, hogy Magyarország katonai támogatást adjon a királynak az olasz nemzettel való méltányos béke megteremtéséhez, ha idehaza helyreáll a béke és a rend.
- július 22. – Bécsben megkezdi munkáját a birodalmi gyűlés.
- július 25. – A custozzai csatában Radetzky császári tábornagy legyőzi a Lombard–Velencei Királyság elfoglalására törő Károly Albert szárd–piemonti király és a vele szövetséges olasz nemzeti felkelők hadseregét.[9]
- július 26. – Ceylonban kirobban a brit gyarmati uralom elleni Matele felkelés.
- július 27. – Batthyány Lajos magyar miniszterelnök és Josip Jelačić horvát bán megállapodik Bécsben, hogy mindkét fél visszavonja csapatait a Drávától.
- július 29. – A fiatal írek felkelését a brit uralom ellen a rendőrség leveri.

### Augusztus
- augusztus 13. – Melczer Andor ezredes, hadügyminisztériumi államtitkár váltja fel Ottingert a dunántúli magyar haderő élén.[10]
- augusztus 17. – Miguel Barbachano, a Yucatáni Köztársaság elnöke bejelenti az újbóli egyesülést Mexikóval
- augusztus 20. – Teleki Ádám pesti dandárparancsnokot nevezik ki a dunántúli magyar haderő – és egyben a Dráva-vonal – élére.[10]
- augusztus 26. – Dánia és Poroszország fegyverszüneti egyezményt köt, melynek értelmében mind a dán, mind a német szövetségi csapatok kivonulnak Schleswigből és Holsteinból.[16]

### Szeptember
- szeptember 11. – Lemond a Batthyány-kormány az udvarral való megegyezés kudarca miatt. Az országgyűlés Kossuthra és Szemerére bízza a kormányzást.[10]
- szeptember 12.
  - Jelačić csapatai átlépik a Drávát és a magyar főváros, Pest-Buda ellen indulnak.[10]
  - Batthyány ügyvezető miniszterelnökségének kezdete.[10]
- szeptember 14. – Kossuth hivatalosan átadja az általa vezetett Pénzügyminisztériumot államtitkárának, Duschek Ferencnek.[17][18]
- szeptember 15. – István nádor elvállalja a dunántúli tábor fővezérletét.[10]
- szeptember 22. – Megjelenik a Pesti Hírlapban A magyar katonákhoz című felhívás, amely a külföldön állomásozó sorkatonákat szólítja fel: „Haza! Haza és fegyverbe, akinek magyar lelke van!”.[18]
- szeptember 23.
  - Röplapon jelenik meg Kossuth drámai hangvételű felhívása. („Atyámfiai! Véreim! Polgártársak! Az örökkévaló istennek nevében, ki az igazságot védi, és megbünteti az árulást, fegyverre szólítom fel a nemzetet, szegény magyar hazámnak megvédésére!” Másnap a teljes szöveget leközli a Pesti Hírlap.)[18]
  - István nádor lemond és Bécsbe távozik.
- szeptember 25. – Az uralkodó a magyarországi fegyveres erők főparancsnokává nevezi ki Lamberg Ferenc altábornagyot.
- szeptember 27.
  - Batthyány ismerteti a Honvédelmi Bizottmány tagjaival, miszerint István nádor lemondott, s az uralkodó Vay Miklóst bízta meg kormányalakítással, Lamberg altábornagyot pedig kinevezte az országban állomásozó minden fegyveres erő főparancsnokának. (Ezen kinevezésről hiányzott a miniszteri ellenjegyzés, így az törvénytelen volt, de Batthyány azt várta Lambergtől, hogy megállítja Jellasics előrenyomulását, így hajlandóságot mutatott a kinevezés legalizálására.)[18]
  - Az országgyűlés elfogadja Kossuth határozati javaslatát, amely Lamberg kinevezését érvénytelennek tekintette, és mind a polgári, mind a katonai hivatalokat eltiltja a királyi biztossal való együttműködéstől. (A szöveget másnap reggel már falragaszok hozták a főváros tudomására.)[18]
- szeptember 28. – Lamberg altábornagy megérkezik Budapestre, aki Budáról átmegy Pestre, hogy Batthyányval találkozhasson. A visszafelé vezető úton felismerik és a felháborodott tömeg kegyetlenül végez vele.[18]
- szeptember 29. – A pákozdi csata.[7]

### Október

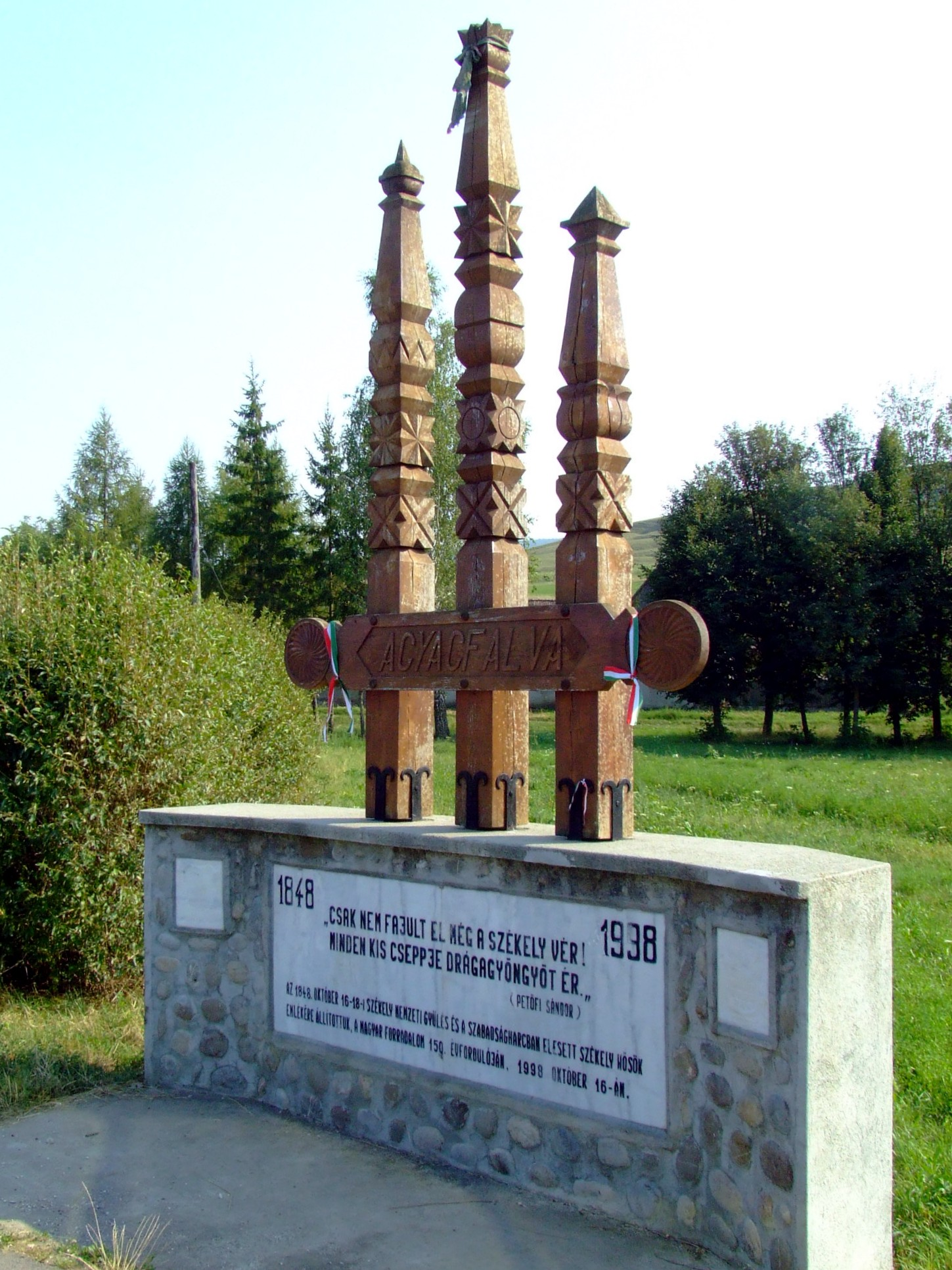
Az agyagfalvi székely nagygyűlés emlékműve

- október 3. – Királyi leirat feloszlatja a magyar országgyűlést és Josip Jelačićot nevezi ki teljhatalmú biztossá egész Magyarország területére. Kossuth Lajos javaslatára a képviselőház elhatározza, hogy továbbra is együtt marad, s a kormány teendők ellátásával Kossuth elnöklete alatt a honvédelmi bizottmányt bízza meg.
- október 6. – Bécsben kitör a 3. forradalom. Latour hadügyminisztert meggyilkolják, az udvar Olmützbe menekül.
- október 16–18. – Az agyagfalvi székely nagygyűlés.[19]
- október 19. – A románok lemészárolják Kisenyed 140 magyar lakosát.
- október 23. – A román felkelők 200 magyart mészárolnak le Boroskrakkón és környékén.
- október 27. – Az Országos Honvédelmi Bizottmány (OHB) háromtagú Országos Choleraügyi Választmányt állít fel, amelynek kizárólagos feladata a kolerajárvány elleni egészségügyi védekezés megszervezése. (A testület elnöke Pólya József volt, míg a másik két tag Eckstein Frigyes és Sauer Ignác.)[20]
- október 28. – A románok lemészárolják Borosbenedek 400 magyar lakosát, másnap Magyarigenen újabb 200 magyart gyilkolnak meg.
- október 30. – A schwechati csatában a Móga János vezette magyar hadsereg vereséget szenved Windisch-Grätz császári hadseregétől.

### November
- november 1. – Kossuth Görgey Artúr tábornokot nevezi ki a honvéd haderő főhadparancsnokává, a schwechati csatavesztés nyomán lemondott Móga János helyére.
- november 15. – Vukovárnál Batthyány Kázmér serege győz a szerbek ellen.
- november 16. – Sepsiszentgyörgyön, a Háromszék Honvédelmi Bizottmánya ülésén Gábor Áron elmondja híres szavait: „Lészen ágyú”.
- november 29. – Bem József tábornokot nevezik ki az Erdélyben állomásozó magyar haderő főparancsnokává.[21]

### December
- december 2. – Olmützben lemondott trónjairól V. Ferdinánd magyar király unokaöccse, a mindössze 18 esztendős Ferenc József javára.[22]
- december 6. – Franz von Schlik császári altábornagy egy 8 000 fős hadtest élén Galíciából – a Duklai-hágón keresztül – betör Felső-Magyarországra.
- december 11. – A budaméri ütközetben, a Pulszky Sándor honvéd ezredes vezette magyar erők vereséget szenvednek Franz von Schlik császári altábornagy osztrák hadtestétől.
- december 25. – A magyar honvéd haderő felszabadítja Kolozsvárt.[23]
- december 29. – Bem dandárparancsnokát, Czetz János alezredest Torda elfoglalására küldi, aki a várost még aznap megszállja, és jelentős mennyiségű hadianyagot zsákmányol.[24]
- december 30. – Mór mellett Perczel Mór hadteste vereséget szenved Josip Jelačić hadtestétől.

### Határozatlan dátumú események
- az év folyamán –
  - Az aranyláz kezdete Kaliforniában.
  - Éhínség Írországban.
  - Algériát, mint francia gyarmatot Franciaország szerves részének nyilvánítják, és három közigazgatási egységre (département) osztják.[25]
- december – Székesfehérváron, a püspökség kerítésének déli oldalán, városi közterületen artézi kút ásása közben előkerül a középkori Magyar Királyság egyetlen olyan uralkodói sírja, amelyet régész tárt fel, és amelynek leletei a csontvázakkal együtt a Nemzeti Múzeumba kerültek. (A nyughelyet III. Béla király és első felesége, Châtillon Anna sírjaként azonosították.)[26]

## Az év témái

### 1848 az irodalomban
- február – Megjelenik magyarul Machiavelli A fejedelem című értekezése.[27]

### 1848 a jogalkotásban

#### Magyarország
- 1848. évi I. törvénycikk dicsőült József nádor emléke törvénybe iktattatik
- 1848. évi II. törvénycikk fenséges cs. kir. austriai főherczeg István Magyarország nádorává választatik
- 1848. évi III. törvénycikk független magyar felelős ministerium alakításáról
- 1848. évi III. törvénycikk független magyar felelős ministerium alakításáról
- 1848. évi IV. törvénycikk az országgyülés évenkénti üléseiről
- 1848. évi V. törvénycikk az országgyülési követeknek népképviselet alapján választásáról
- 1848. évi VI. törvénycikk az 1836:21. tc. foganatositásáról
- 1848. évi VII. törvénycikk Magyarország és Erdély egyesítéséről
- 1848. évi VIII. törvénycikk a közös teherviselésről
- 1848. évi IX. törvénycikk az urbér és azt pótló szerződések alapján eddig gyakorlatban volt szolgálatok (robot), dézma és pénzbeli fizetések megszüntetéséről
- 1848. évi X. törvénycikk az összesítésről, legelő elkülönözésről és faizásról
- 1848. évi XI. törvénycikk azon ügyekről, mellyek eddig a földesúri hatóságok által intéztettek
- 1848. évi XII. törvénycikkaz urbéri megszüntetett magánúri javadalmak statusadóssággá leendő átváltoztatásáról
- 1848. évi XIII. törvénycikk a papi tized megszüntetéséről
- 1848. évi XIV. törvénycikk a hitelintézetről
- 1848. évi XV. törvénycikk az ősiség eltörléséről
- 1848. évi XVI. törvénycikk a megyei hatóság ideiglenes gyakorlatáról
- 1848. évi XVII. törvénycikk a megyei tisztválasztásokról
- 1848. évi XVIII. törvénycikk sajtótörvény
- 1848. évi XIX. törvénycikk a magyar egyetemről
- 1848. évi XX. törvénycikk a vallás dolgában
- 1848. évi XXI. törvénycikk a nemzeti szinről és ország czimeréről
- 1848. évi XXII. törvénycikk a nemzeti őrseregről
- 1848. évi XXIII. törvénycikk a szabad királyi városokról
- 1848. évi XXIV. törvénycikk a községi választásokra nézve
- 1848. évi XXV. törvénycikk a Jász-Kun kerületekről
- 1848. évi XXVI. törvénycikk a Hajdu kerületről
- 1848. évi XXVII. törvénycikk Fiume és Buccari szabad tengerkereskedési kerületekről
- 1848. évi XXVIII. törvénycikk a nádori méltósághoz kötött hivatalokról
- 1848. évi XXIX. törvénycikk az ország közhivatalnokairól
- 1848. évi XXX. törvénycikk a felelős ministerségnek a közlekedési tárgyak iránti teendőiről
- 1848. évi XXXI. törvénycikk a szinházakról

Forrás: https://net.jogtar.hu/ezer-ev-torvenyei?keyword=1848.%20%C3%A9vi

## Születések
- február 6. – Deczky Károly gimnáziumi tanuló, költő († 1867)
- február 24. – Eugène-Melchior de Vogüé francia író, irodalomtörténész, diplomata († 1910)
- április 29. – Buza János főiskolai tanár, gyűjteményőr († 1916)
- április 30. – Nádaskay Béla állatorvos és orvosdoktor, a leíró- és tájbonctan tanára, 1878-ban az első magyar állatorvosi folyóirat, a Veterinarius alapítója († 1933).
- május 21. – Neszméry Gáspár római katolikus plébános, alesperes († 1922)
- május 25. – Helmuth Johannes Ludwig von Moltke német katonatiszt, vezérezredes, vezérkari főnök († 1916)
- június 7. – Paul Gauguin impresszionista festő († 1903)
- június 15. – Láng Adolf, építész, a magyar historizmus képviselője († 1913)
- július 6. – Baross Gábor közlekedési, majd kereskedelemügyi miniszter († 1892)
- július 27. – Eötvös Loránd magyar fizikus, egyetemi tanár, miniszter († 1919)
- augusztus 20. – Beck István (Bek Pista) szegedi városi tisztviselő, néprajzi gyűjtő és mecénás, a régi Szeged közéletének jelentős szereplője († 1912)
- szeptember 1. – Auguste-Henri Forel svájci pszichiáter, elmegyógyász, amatőr rovartankutató († 1931)
- november 8. – Friedrich Ludwig Gottlob Frege német matematikus, logikatudós, filozófus († 1925)
- november 15. – Wekerle Sándor politikus, miniszterelnök († 1921)
- december 15. – Petőfi Zoltán magyar színész, Petőfi Sándor és Szendrey Júlia fia († 1870)
- ismeretlen dátummal – Angyal Anna magyar zsidó írónő († 1874)

## Halálozások
- január 20. – VIII. Keresztély dán király[28]
- február 11. – Thomas Cole amerikai tájképfestő (* 1801)
- február 23. – John Quincy Adams, az Egyesült Államok hatodik elnöke (* 1767)
- április 8. – Gaetano Donizetti, olasz zeneköltő (* 1797)
- június 22. – Johann Hugo Wyttenbach, német történész, gimnáziumigazgató, könyvtáros, Karl Marx középiskolai történelemtanára (* 1767)
- július 4. – François-René de Chateaubriand, francia író és politikus, a francia romantika kiemelkedő alakja (* 1768)
- július 21. – Kőszeghi-Mártony Károly, építőmérnök, hadmérnök, a sűrített levegős légzőkészülék és a gulyáságyú feltalálója (* 1783)
- augusztus 7. – Jöns Jakob Berzelius, svéd vegyész (* 1779)
- augusztus 25. – Fiáth Pompejus, huszártiszt (* 1824)
- szeptember 19. – Diénes Antal, piarista rendi pap, tanár, költő (* 1782)
- szeptember 21. – Carlos María de Bustamante, mexikói függetlenségi harcos, politikus, újságíró, történész (* 1774)
- szeptember 28. – Lamberg Ferenc Fülöp, császári és királyi altábornagy (* 1791)
- október 2. – Georg August Goldfuss, német paleontológus és zoológus (* 1782)
- október 6. – Theodor Baillet von Latour, osztrák hadügyminiszter (* 1780)
- október 25. – Arnold György, zeneszerző, karmester, egyházi karnagy (* 1781)